# Lysurus periphragmoides
A Lysurus periphragmoides, comumente conhecida como stinkhorn com câmaras, é uma espécie de fungo da família Phallaceae. Foi originalmente descrita como Simblum periphragmoides em 1831 e foi conhecida por vários nomes diferentes antes de ser transferida para Lysurus em 1980. O fungo saprófito tem uma distribuição pantropical e foi encontrado na África, Ásia, Australásia e nas Américas, onde cresce em solo fértil e em cobertura vegetal. O basidioma, que pode atingir até 15 cm de altura, consiste em um um receptáculo treliçado avermelhado colocado no topo de um longo estipe. Uma massa de esporos verde-oliva escura, a gleba, preenche o interior da estrutura. Como outros membros da família Phallaceae, a gleba tem um odor fétido que atrai moscas e outros insetos para ajudar a dispersar seus esporos. Quando imatura na forma de "ovo" é considerada comestível.

## Taxonomia
O basônimo para essa espécie é Simblum periphragmoides, descrito pela primeira vez pelo micologista alemão Johann Friedrich Klotzsch em 1831, com base em espécimes coletados em Bois Chéry, nas Ilhas Maurício. Klotzsch a designou como a espécie-tipo de Simblum, um gênero que é diferenciado do gênero similar Lysurus por ter o basidioma terminando em uma cabeça esférica e com câmaras, com a gleba se desenvolvendo dentro das depressões das câmaras. A Lysurus periphragmoides é uma espécie morfologicamente variável; como resultado, adquiriu um grande número de sinônimos, pois vários autores decidiram que as diferentes formas mereciam ser designadas como novas espécies. A monografia de 1980 de Donald Malcolm Dring sobre as Clathraceae (uma família que, desde então, foi incluída na Phallaceae) transferiu o táxon para Lysurus, explicando que "uma distinção entre Simblum e Lysurus no sentido restrito original não pode ser facilmente mantida porque há exemplos de estados intermediários", e ele agrupou 18 sinônimos sob L. periphragmoides.

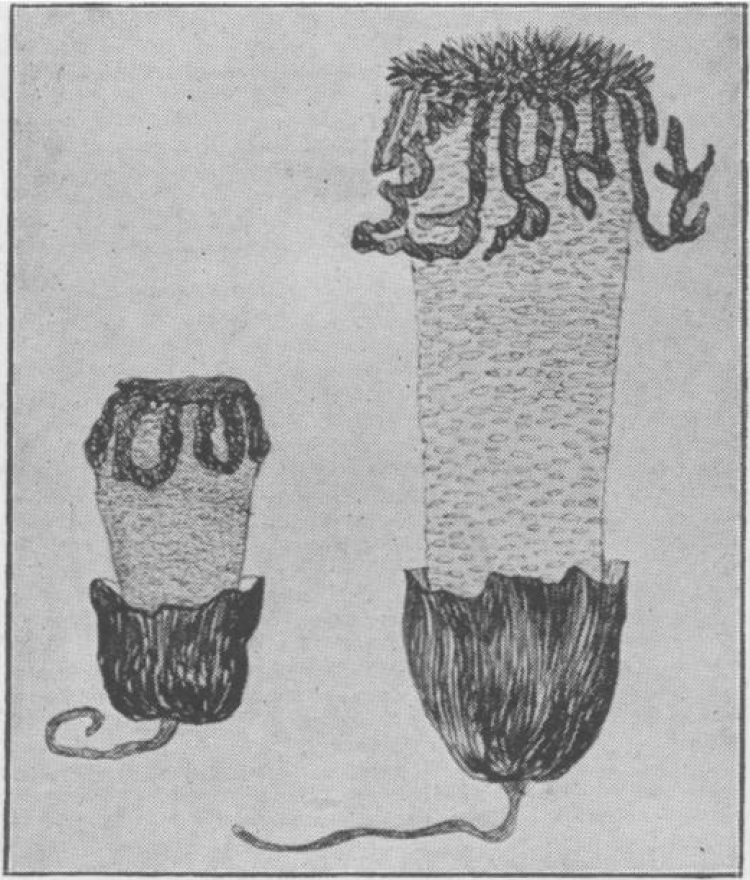
Um esboço de "Dictybole texensis", um espécime deteriorado de L. periphragmoides considerado por Atkinson como uma nova espécie.

Em um exemplo notável de um autor muito ansioso para atribuir um novo nome, em 1902, George Francis Atkinson descreveu um espécime que encontrou no Texas, semelhante ao Simblum, mas com uma rede solta que caía do píleo; ele deu início ao novo gênero Dictybole para incluir sua "nova" espécie D. texense. A espécie era, de acordo com o micologista Curtis Gates Lloyd, apenas um espécime em decomposição ou danificado por insetos de L. periphragmoides que havia sido preservado em álcool. Lloyd criticou o mau julgamento de Atkinson em seu periódico autopublicado Mycological Notes, e mais tarde o humilhou sob o pseudônimo N.J. McGinty. William H. Long, mais tarde (1907), transferiu o táxon de Atkinson para o gênero Simblum, alegando que os braços amarelos e os esporos mais longos eram suficientemente distintos para considerá-lo L. periphragmoides (então conhecido como Simblum sphaerocephalum); no entanto, de acordo com Dring, D. texense também deve ser considerado um sinônimo de L. periphragmoides. Apesar da renomeação de Dring e da aceitação subsequente de sua inclusão do gênero Simblum em Lysurus, a espécie ainda é ocasionalmente referida como Simblum sphaerocephalum.
O epíteto específico periphragmoides significa "cercado por todos os lados" e se refere à estrutura em treliça do píleo. O fungo é comumente conhecido como "pedúnculo com treliça stinkhorn" (stalked lattice stinkhorn) ou "stinkhorn com câmaras" (chambered stinkhorn).

## Descrição
Os basidiomas imaturos começam como "ovos" redondos ou ovais que podem ter até 5 cm de diâmetro. Na parte inferior do ovo, há rizomorfos esbranquiçados que o ancoram no substrato. A membrana do basidioma é branca a amarelada na superfície externa e tem uma camada gelatinosa em seu interior. Um ovo cortado ao meio longitudinalmente revela camadas internas, incluindo uma membrana externa branca e resistente e uma camada espessa de matéria firme, translúcida e gelatinosa, atravessada por fios (trabéculas) de tecido branco mais denso. Os filamentos são partições anastomosadas, conectando-se com a membrana externamente e com o receptáculo internamente. A camada gelatinosa é, portanto, dividida em muitas câmaras longitudinais irregulares.

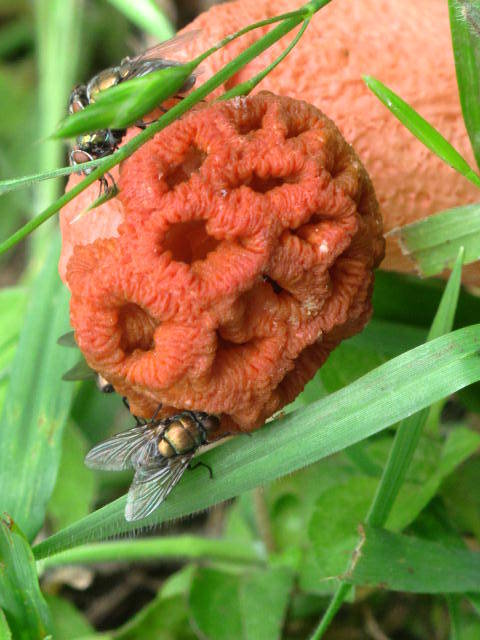
Vista aproximada do receptáculo treliçado

O ovo acaba se rompendo à medida que o estipe se expande, criando uma volva na base do estipe. Na maturidade, os basidiomas têm até 15 cm de altura, com um pileo esférico treliçado (o receptáculo) sobre um longo estipe amarelo ou avermelhado. Em geral, os espécimes do Velho Mundo tendem a ser amarelos, enquanto os do Novo Mundo são avermelhados, embora exceções tenham sido observadas na literatura. O receptáculo tem normalmente de 1,5 a 3,5 cm de diâmetro e forma uma treliça vermelha ou laranja. Normalmente, há entre 20 e 100 pequenas treliças pentagonais a hexagonais no receptáculo; os braços da treliça têm sulcos afiados na superfície externa, corrugações nas laterais e são planos a fracamente sulcados na superfície interna. As superfícies internas do receptáculo são cobertas por uma gleba verde-oliva com esporos, que as vezes se infiltra pelos orifícios da treliça. Como a maioria das espécies de stinkhorn, a gleba tem um odor desagradável, comparável ao de carne podre, mas é "menos ofensiva" do que a maioria. Foi relatado que o cheiro da gleba fresca e recém-exposta é doce, semelhante ao do acetato de amila; o odor desagradável só se forma depois que ela é exposta ao ar por algum tempo. O estipe tem de 5 a 15 cm por 0,8 a 3 cm de espessura, é oco e esponjoso. As paredes do estipe são feitas de uma camada interna de tubos grandes e duas ou três camadas externas de tubos pequenos. Ocasionalmente, os espécimes podem ser encontrados com receptáculos fundidos em dois estipes separados que surgem de uma única volva.
É conhecida uma variedade com um basidioma branco, a Lysurus periphragmoides var. albidum (originalmente descrita como Simblum texense var. albidum por Long). Foi relatada crescendo em solo alcalino arenoso em regiões semiáridas do Novo México, mas não foi relatada novamente desde as coletas de Long em 1941.
Os esporos têm formato elíptico ou oblongo, são lisos, não amilóides e têm dimensões de 3,5 a 4,5 por 1,5 a 2,5 μm. O uso da microscopia eletrônica de varredura revelou que a L. periphragmoides (além de várias outras espécies de Phallales) tem uma cicatriz hilar - uma pequena reentrância na superfície do esporo onde ele estava anteriormente conectado ao basídio por meio do esterigma.

### Espécies semelhantes
A Lysurus periphragmoides é morfologicamente distinta e é improvável que seja confundida com qualquer outra espécie. Dentro do gênero Lysurus, a L. mokusin tem um estipe angular e um receptáculo de quatro a cinco braços entrelaçados, contornados como o estipe com nervuras e sulcos alternados. A L. cruciatus tem um estipe mais arredondado com braços do receptáculo que não são unidos na maturidade. O receptáculo da L. gardneri, encontrada no sudeste da Ásia, na Índia e na África, é formado por cinco a sete braços marrom-avermelhados que são inicialmente pressionados juntos antes de se separarem.

## Comestibilidade
Como muitos dos stinkhorn, a L. periphragmoides geralmente só é considerada comestível quando em sua forma imatura de "ovo".

## Habitat e distribuição
Essa espécie é normalmente encontrada em crescimento solitário ou em grupos em gramados, cobertura vegetal, pastos e bosques abertos. Um guia de campo norte-americano observa uma associação com pomares de maçã e campos de milho.
A Lysurus periphragmoides tem uma distribuição pantropical. O fungo foi relatado na África (Ilhas Maurício, Tanzânia), Ásia (Província de Jilin, China, Sri Lanka, Índia, Paquistão, Tailândia, Indonésia), Australásia (Nova Guiné), América do Norte (Bahamas, Dominica, México), América Central (Nicarágua) e América do Sul (Argentina, Uruguai, Brasil e Venezuela). A distribuição se estende para o norte até as Ilhas Ryukyu, na Ásia. É bastante comum na América do Sul, mas na América do Norte é mais comum no sul e geralmente restringe seu aparecimento a períodos de clima úmido.

### Textos citados
- Kirk PM, Cannon PF, Minter DW, Stalpers JA (2008). Dictionary of the Fungi 10th ed. Wallingford, UK: CABI. ISBN 978-0-85199-826-8
- Miller HR, Miller OK (1988). Gasteromycetes: Morphological and Developmental Features, with Keys to the Orders, Families, and Genera. Eureka, California: Mad River Press. ISBN 0-916422-74-7

## Links externos
- Lysurus periphragmoides em Index Fungorum
- Imagens em Mushroom Observer